# Once Twice Melody
Once Twice Melody — восьмой студийный альбом американского дрим-поп-дуэта Beach House, вышедший 18 февраля 2022 года на лейбле Sub Pop. Это двойной альбом из 18 песен, представленный в четырёх частях.

## Об альбоме
Американский музыкальный дуэт, основанный в Балтиморе, Мэриленд, состоит из урождённой француженки Виктории Легран (основной вокал, клавишные, гитара) и балтиморца Алекса Скэлли (гитара, клавишные, бэк-вокал). Альбом включает 18 песен, разделённых на четыре части. Первая часть альбома вышла 10 ноября 2021 года, вторая часть была издана 8 декабря 2021 года, а релиз третей части состоялся 19 января 2022 года. Трек «Hurts to Love» вышел отдельным синглом 14 февраля 2022 года в День святого Валентина. Релиз Once Twice Melody в полном формате состоялся 18 февраля 2022 года с помощью лейбла Sub Pop.

## Отзывы
| Совокупная оценка   | Совокупная оценка |
| Источник            | Оценка            |
| ------------------- | ----------------- |
| AnyDecentMusic?     | 7.8/10            |
| Metacritic          | 84/100            |
| Оценки критиков     |                   |
| Источник            | Оценка            |
| AllMusic            | [ 15 ]            |
| The A.V. Club       | B+                |
| The Daily Telegraph | [ 17 ]            |
| Exclaim!            | 7/10              |
| Mojo                | [ 19 ]            |
| NME                 | [ 2 ]             |
| Pitchfork           | 7.8/10            |
| Uncut               | 8/10              |

Альбом Once Twice Melody получил положительные отзывы музыкальных критиков и интернет-изданий. В интернет-агрегаторе Metacritic, устанавливающем в среднем оценку до ста, основанную на профессиональных рецензиях, альбом получил 84 балла на основе 21 полученной рецензии, что означает «общее признание». Агрегатор AnyDecentMusic? дал оценку 7,8 из 10, основанную на консенсусе критиков.
Рецензируя альбом для AllMusic, Хизер Фарес заявила, что «хотя Once Twice Melody неапологетически пышна даже по стандартам Beach House, дуэт творчески использует пространство, чтобы выразить красоту в печали». Стиви Чик из Mojo назвал альбом «самым грандиозным видением группы», похвалил «бесстрастную красоту» вокала Виктории Легран и сравнил его с «серенадами Лори Андерсон эпохи её альбома O Superman 1981 года, или как будто кто-то запрограммировал искусственный интеллект, чтобы он пел как Джуди Силл (1944—1979)». Джейсон Андерсон из Uncut высоко оценил «потрясающее» кинематографическое качество первой главы и похвалил «неожиданные элементы» альбома за то, что они ловко уравновешивают «величие и гламур, не позволяя им стать тошнотворно сладкими». Uncut заключил, что «величие альбома заключается не в его огромности — а в способности дуэта создавать музыку, которая обладает той же интимностью, независимо от её масштаба».

### Итоговые годовые списки
| Публикация | Список                                 | Ранг | Ссылка |
| ---------- | -------------------------------------- | ---- | ------ |
| Variety    | Jem Aswad’s Top 10 Best Albums of 2022 | 5    | [ 22 ] |

## Список композиций
Слова и музыка всех песен — Beach House.
| №  | Название            | Длительность |
| -- | ------------------- | ------------ |
| 1. | «Once Twice Melody» | 4:44         |
| 2. | «Superstar»         | 6:08         |
| 3. | «Pink Funeral»      | 4:56         |
| 4. | «Through Me»        | 5:48         |

| №  | Название        | Длительность |
| -- | --------------- | ------------ |
| 5. | «Runaway»       | 4:23         |
| 6. | «ESP»           | 3:48         |
| 7. | «New Romance»   | 4:12         |
| 8. | «Over and Over» | 7:11         |

| №   | Название              | Длительность |
| --- | --------------------- | ------------ |
| 9.  | «Sunset»              | 3:59         |
| 10. | «Only You Know»       | 4:49         |
| 11. | «Another Go Around»   | 3:41         |
| 12. | «Masquerade»          | 4:42         |
| 13. | «Illusion of Forever» | 3:49         |

| №                   | Название              | Длительность |
| ------------------- | --------------------- | ------------ |
| 14.                 | «Finale»              | 4:34         |
| 15.                 | «The Bells»           | 4:30         |
| 16.                 | «Hurts to Love»       | 4:05         |
| 17.                 | «Many Nights»         | 4:16         |
| 18.                 | «Modern Love Stories» | 4:53         |
| Общая длительность: | Общая длительность:   | 84:28        |

## Позиции в чартах
| Чарт (2022)                                  | Высшая позиция |
| -------------------------------------------- | -------------- |
| Австралия (ARIA)                             | 68             |
| Австрия (Ö3 Austria)                         | 53             |
| Бельгия/Фландрия (Ultratop)                  | 18             |
| Бельгия/Валлония (Ultratop)                  | 111            |
| Нидерланды (Album Top 100)                   | 64             |
| Германия (Offizielle Top 100)                | 14             |
| Ирландия (IRMA)                              | 78             |
| Шотландия (Scottish Albums Chart)            | 9              |
| Испания (PROMUSICAE)                         | 57             |
| Швеция (Vinyl Albums, Sverigetopplistan)     | 8              |
| Швейцария (Schweizer Hitparade)              | 22             |
| Великобритания (UK Albums Chart)             | 65             |
| Великобритания (UK Independent Albums Chart) | 4              |
| США (Billboard 200)                          | 12             |
| США (Billboard Independent Albums)           | 2              |
| США (Billboard Top Alternative Albums)       | 1              |
| США (Billboard Top Rock Albums)              | 1              |